# 西秀苗语
西秀苗语或川黔滇方言川黔滇次方言第三土语是中国贵州一种苗语支语言，苗语、小花苗话和西秀苗语被列为苗语川黔滇方言苗语川黔滇次方言下3个地方性口语。:1-22贵州省安顺市西秀区有约300名使用者。